# Парламент Південного Судану
Парламент Південного Судану — вищий законодавчий орган Південного Судана. Він складається з 2 палат: Державної Ради (верхня палата) і Національної Законодавчої Асамблеї (нижня палата). Парламент знаходиться у столиці країни — Джубі.

## Історія
Законодавча Асамблея Південного Судану була створена в 2005 році згідно з тимчасовою конституцією як парламент автономного регіону Судану. Відповідно до мирної всеохоплючої угоди 2010 року були назначені 170 членів парламенту в такому порядку: 70 % від НАВС, 15 % від Національного Конгресу Судану, 15 % від інших партій. Парламент розташувався в столиці країни.
Найважливіше історичне засіданням Асамблеї відбулося 9 липня 2011 року, приблизно о 1:30 вечора. Саме тоді була прийнята Декларація незалежності Південного Судану, яку зачитав спікер парламенту Джеймс Вані Ігга. Вона була озвучена на відкритій парламентської сесії (засідання номер 27-2011) Асамблеї перед великою аудиторією, зібраною біля мавзолею Джона Гаранга в Джубі.
Після проголошення незалежності Республіки Південний Судан, новий законодавчий орган був створений відповідно до нової конституції країни.

## Функції
Відповідно до Тимчасової Конституції Південного Судану, Національна Асамблея має повноваження:
- Контролювати ефективність інститутів національного уряду;
- Затвердження планів, програм і політики національного уряду, затвердження бюджетів;
- Ратифікація міжнародних договорів, конвенцій і угод;
- Прийняття рішення з питань, що становлять суспільний інтерес;
- Проведення засідання запитів до уряду;
- Затверджувати призначення посадових осіб відповідно до вимог Тимчасової конституції або закону;
- Прийняття вотуму недовіри віце-президенту і будь-якому міністру;
- Прийняття законодавства для регулювання умов і термінів служби судових органів та механізмів нагляду;
- Виконання будь-яких інших функцій, визначених Тимчасовою конституцією або законом.

## Правомочність
Члени Національної Асамблеї мають право на членство в законодавчих органах штатів держави. При цьому депутат парламенту не може бути членом Державної Ради і навпаки. Термін каденції Асамблеї становить 4 роки. Після цього періоду проходять парламентські вибори.